# 2025年サウジアラビアグランプリ
2025年サウジアラビアグランプリ（英: 2025 Saudi Arabian Grand Prix、正式名称: Formula 1 STC Saudi Arabian Grand Prix 2025）は、2025年のF1世界選手権の第5戦として、2025年4月20日にジェッダ・コーニッシュ・サーキットで開催された。

## 背景
タイヤ
ピレリが持ち込んだドライ用タイヤのコンパウンドはハード（白）：C3、ミディアム（黄）：C4、ソフト（赤）：C5の組み合わせで、前年より1段階ソフト寄りに変わった。
| ドライ用   | ドライ用       | ドライ用   | ウェット用           | ウェット用   |
| C3         | C4             | C5         | インターミディエイト | フルウェット |
| ---------- | -------------- | ---------- | -------------------- | ------------ |
| （ハード） | （ミディアム） | （ソフト） | （小雨用）           | （大雨用）   |

DRS：3箇所
※（　）内は検知ポイント
- DRS1：ターン19の出口から（ターン17の出口）
- DRS2：ターン25の入口から（ターン22の入口）
- DRS3：ターン27より240m先から（ターン27の出口）

## エントリーリスト
レギュラードライバー
前戦から変更なし。

## フリー走行

### FP1
2025年4月18日 16:30 SAST(UTC+3)
（特記のない出典: ）
- 気温28度、路面温度50度、晴、ドライ

アルピーヌのピエール・ガスリーがトップタイムを記録した。

### FP2
2025年4月18日 20:00 SAST(UTC+3)
（特記のない出典: ）
- 気温29度、路面温度38度、夜間、ドライ

ガブリエル・ボルトレトはサバイバルセルの交換のためこのセッションに参加できず、19台がセッションを走行した。マクラーレン勢は好走を見せ1-2でセッションを終え、ランド・ノリスがトップタイムを記録した。残り9分、角田裕毅が最終コーナーのイン側で左フロントタイヤをヒットし、そのままアウト側にクラッシュしてしまった。このクラッシュで赤旗が出され、再開されたのは残り1分で、各車スタート練習を行うにとどまり、ロングラン走行を満足にこなすことができなかった。

### FP3
2025年4月19日 16:30 SAST(UTC+3
（特記のない出典: ）
- 気温29度、路面温度53度、晴、ドライ

FP1で燃料漏れが発生したため、モノコックごと交換したボルトレトが復帰した。マクラーレン勢のみが1分27秒台をマークして1-2、ノリスがトップタイムを記録した。ジョージ・ラッセルとマックス・フェルスタッペンがマクラーレン勢に続いた。

### 各セッションの順位
| 順位  | ドライバー   | コンストラクター | タイム   |
| ----- | ------------ | ---------------- | -------- |
| 1     | P.ガスリー   | アルピーヌ       | 1:29.239 |
| 2     | L.ノリス     | マクラーレン     | 1:29.246 |
| 3     | C.ルクレール | フェラーリ       | 1:29.309 |
| 4     | O.ピアストリ | マクラーレン     | 1:29.341 |
| 5     | A.アルボン   | ウィリアムズ     | 1:29.606 |
| 出典: |              |                  |          |

| 順位  | ドライバー         | コンストラクター | タイム   |
| ----- | ------------------ | ---------------- | -------- |
| 1     | L.ノリス           | マクラーレン     | 1:28.267 |
| 2     | O.ピアストリ       | マクラーレン     | 1:28.430 |
| 3     | M.フェルスタッペン | レッドブル       | 1:28.547 |
| 4     | C.ルクレール       | フェラーリ       | 1:28.749 |
| 5     | C.サインツ         | ウィリアムズ     | 1:28.942 |
| 出典: |                    |                  |          |

| FP3 \| 順位 \| ドライバー \| コンストラクター \| タイム \| \| ---------- \| ------------------ \| ---------------- \| -------- \| \| 1 \| L.ノリス \| マクラーレン \| 1:27.489 \| \| 2 \| O.ピアストリ \| マクラーレン \| 1:27.513 \| \| 3 \| G.ラッセル \| メルセデス \| 1:28.116 \| \| 4 \| M.フェルスタッペン \| レッドブル \| 1:28.334 \| \| 5 \| C.ルクレール \| フェラーリ \| 1:28.749 \| \| 出典: [11] \| \| \| \| | - 注: いずれもトップ5まで掲載。 |                  |          |
| 順位 | ドライバー                      | コンストラクター | タイム   |
| 1 | L.ノリス                        | マクラーレン     | 1:27.489 |
| 2 | O.ピアストリ                    | マクラーレン     | 1:27.513 |
| 3 | G.ラッセル                      | メルセデス       | 1:28.116 |
| 4 | M.フェルスタッペン              | レッドブル       | 1:28.334 |
| 5 | C.ルクレール                    | フェラーリ       | 1:28.749 |
| 出典: |                                 |                  |          |

## 予選
2025年4月19日 20:00 SAST(UTC+3)
（特記のない出典: ）
マックス・フェルスタッペンがコースレコードとなる1分27秒294のタイムを記録し、今季2回目のポールポジションを獲得した。フリー走行で好調ぶりを見せたマクラーレン勢はオスカー・ピアストリがフェルスタッペンに0.010秒差の2番手に続いたが、ランド・ノリスはQ3最初のアタックでターン5の縁石に僅かに乗り上げ、バランスを崩してクラッシュしたためタイムを記録できず10番手に沈んだ。角田裕毅は2戦連続でQ3進出を果たし、前戦バーレーンGPより2つ前の8番手からスタートする。

### 予選結果
| 順位                                            | No. | ドライバー                     | コンストラクター                        | Q1       | Q2       | Q3       | Grid |
| ----------------------------------------------- | --- | ------------------------------ | --------------------------------------- | -------- | -------- | -------- | ---- |
| 1                                               | 1   | マックス・フェルスタッペン     | レッドブル-ホンダ・RBPT                 | 1:27.778 | 1:27.529 | 1:27.294 | 1    |
| 2                                               | 81  | オスカー・ピアストリ           | マクラーレン-メルセデス                 | 1:27.901 | 1:27.545 | 1:27.304 | 2    |
| 3                                               | 63  | ジョージ・ラッセル             | メルセデス                              | 1:28.282 | 1:27.599 | 1:27.407 | 3    |
| 4                                               | 16  | シャルル・ルクレール           | フェラーリ                              | 1:28.552 | 1:27.866 | 1:27.670 | 4    |
| 5                                               | 12  | アンドレア・キミ・アントネッリ | メルセデス                              | 1:28.128 | 1:27.798 | 1:27.866 | 5    |
| 6                                               | 55  | カルロス・サインツ             | ウィリアムズ-メルセデス                 | 1:28.354 | 1:28.024 | 1:28.164 | 6    |
| 7                                               | 44  | ルイス・ハミルトン             | フェラーリ                              | 1:28.372 | 1:28.102 | 1:28.201 | 7    |
| 8                                               | 22  | 角田裕毅                       | レッドブル-ホンダ・RBPT                 | 1:28.226 | 1:27.990 | 1:28.204 | 8    |
| 9                                               | 10  | ピエール・ガスリー             | アルピーヌ-ルノー                       | 1:28.421 | 1:28.025 | 1:28.367 | 9    |
| 10                                              | 4   | ランド・ノリス                 | マクラーレン-メルセデス                 | 1:27.805 | 1:27.481 | DNF      | 10   |
| 11                                              | 23  | アレクサンダー・アルボン       | ウィリアムズ-メルセデス                 | 1:28.279 | 1:28.109 | n/a      | 11   |
| 12                                              | 30  | リアム・ローソン               | レーシングブルズ-ホンダ・RBPT           | 1:28.561 | 1:28.191 | n/a      | 12   |
| 13                                              | 14  | フェルナンド・アロンソ         | アストンマーティン・アラムコ-メルセデス | 1:28.548 | 1:28.303 | n/a      | 13   |
| 14                                              | 6   | アイザック・ハジャー           | レーシングブルズ-ホンダ・RBPT           | 1:28.571 | 1:28.418 | n/a      | 14   |
| 15                                              | 87  | オリバー・ベアマン             | ハース-フェラーリ                       | 1:28.536 | 1:28.648 | n/a      | 15   |
| 16                                              | 18  | ランス・ストロール             | アストンマーティン・アラムコ-メルセデス | 1:28.645 | n/a      | n/a      | 16   |
| 17                                              | 7   | ジャック・ドゥーハン           | アルピーヌ-ルノー                       | 1:28.739 | n/a      | n/a      | 17   |
| 18                                              | 27  | ニコ・ヒュルケンベルグ         | キック・ザウバー-フェラーリ             | 1:28.782 | n/a      | n/a      | 18   |
| 19                                              | 31  | エステバン・オコン             | ハース-フェラーリ                       | 1:29.092 | n/a      | n/a      | 19   |
| 20                                              | 5   | ガブリエル・ボルトレト         | キック・ザウバー-フェラーリ             | 1:29.462 | n/a      | n/a      | 20   |
| 107% time（Q1のトップタイムから107%）: 1:33.922 |     |                                |                                         |          |          |          |      |
| 出典:                                           |     |                                |                                         |          |          |          |      |

## 決勝
2025年4月20日 20:00 SAST(UTC+3)
（特記のない出典: ）
- 気温28度、路面温度38度、夜間、ドライ

オスカー・ピアストリが連勝で今季3勝目を挙げ、4位に終わったチームメイトのランド・ノリスを抜いてドライバーズランキング首位に躍り出た。
ポールポジションからスタートしたマックス・フェルスタッペンは好スタートを決めて首位に立ったピアストリを直後のエイペックスでコース外に出て抜き返した件が審議対象になり、5秒ペナルティが科せられた。角田裕毅は逃げ場がない状態でピエール・ガスリーと接触し、ガスリーはマシンを壁にヒットしたためそのままリタイア、角田もピットまで戻るも接触のダメージが大きくリタイアとなった。ピアストリとジョージ・ラッセルがピットインを済ませた後、フェルスタッペンはタイヤ交換で5秒ペナルティを消化し、ピアストリが事実上の首位に浮上した。この時点で見かけ上の首位となっていたシャルル・ルクレールと同じく2位のノリスはピットインを遅らせ、3位を走行するラッセルを抜いていく。ノリスはファステストラップを記録しルクレールに迫るもDRS圏内（1秒差以内）に入ることができず、ルクレールが3位で今季初の表彰台を獲得した。

### レース結果
| 順位                                                    | No. | ドライバー                     | コンストラクター                        | 周回数 | タイム/リタイア原因 | Grid | Pts. |
| ------------------------------------------------------- | --- | ------------------------------ | --------------------------------------- | ------ | ------------------- | ---- | ---- |
| 1                                                       | 81  | オスカー・ピアストリ           | マクラーレン-メルセデス                 | 50     | 1:21:06.758         | 2    | 25   |
| 2                                                       | 1   | マックス・フェルスタッペン 1   | レッドブル-ホンダ・RBPT                 | 50     | +2.843              | 1    | 18   |
| 3                                                       | 16  | シャルル・ルクレール           | フェラーリ                              | 50     | +8.104              | 4    | 15   |
| 4                                                       | 4   | ランド・ノリス                 | マクラーレン-メルセデス                 | 50     | +9.196              | 10   | 12   |
| 5                                                       | 63  | ジョージ・ラッセル             | メルセデス                              | 50     | +27.236             | 3    | 10   |
| 6                                                       | 12  | アンドレア・キミ・アントネッリ | メルセデス                              | 50     | +34.688             | 5    | 8    |
| 7                                                       | 44  | ルイス・ハミルトン             | フェラーリ                              | 50     | +39.073             | 7    | 6    |
| 8                                                       | 55  | カルロス・サインツ             | ウィリアムズ-メルセデス                 | 50     | +1:04.630           | 6    | 4    |
| 9                                                       | 23  | アレクサンダー・アルボン       | ウィリアムズ-メルセデス                 | 50     | +1:06.515           | 11   | 2    |
| 10                                                      | 6   | アイザック・ハジャー           | レーシングブルズ-ホンダ・RBPT           | 50     | +1:07.091           | 14   | 1    |
| 11                                                      | 14  | フェルナンド・アロンソ         | アストンマーティン・アラムコ-メルセデス | 50     | +1:15.917           | 13   |      |
| 12                                                      | 30  | リアム・ローソン               | レーシングブルズ-ホンダ・RBPT           | 50     | +1:18.451 2         | 12   |      |
| 13                                                      | 87  | オリバー・ベアマン             | ハース-フェラーリ                       | 50     | +1:19.194           | 15   |      |
| 14                                                      | 31  | エステバン・オコン             | ハース-フェラーリ                       | 50     | +1:39.723           | 19   |      |
| 15                                                      | 27  | ニコ・ヒュルケンベルグ         | キック・ザウバー-フェラーリ             | 49     | +1 Lap              | 18   |      |
| 16                                                      | 18  | ランス・ストロール             | アストンマーティン・アラムコ-メルセデス | 49     | +1 Lap              | 16   |      |
| 17                                                      | 7   | ジャック・ドゥーハン           | アルピーヌ-ルノー                       | 49     | +1 Lap              | 17   |      |
| 18                                                      | 5   | ガブリエル・ボルトレト         | キック・ザウバー-フェラーリ             | 49     | +1 Lap              | 20   |      |
| Ret                                                     | 22  | 角田裕毅                       | レッドブル-ホンダ・RBPT                 | 1      | 接触                | 8    |      |
| Ret                                                     | 10  | ピエール・ガスリー             | アルピーヌ-ルノー                       | 0      | 接触                | 9    |      |
| 優勝スピード（勝者ピアストリの平均速度）: 228.164 km/h  |     |                                |                                         |        |                     |      |      |
| ファステストラップ: ランド・ノリス - 1:31.778（41周目） |     |                                |                                         |        |                     |      |      |
| 出典:                                                   |     |                                |                                         |        |                     |      |      |

追記
- ^1 - フェルスタッペンはターン2でコース外に出てアドバンテージを得たため、5秒のタイムペナルティ（ピットインで消化）が科せられた。
- ^2 - ローソンはターン2でコース外に出てアドバンテージを得たため、10秒のタイムペナルティ（ペナルティ未消化のため、レースタイムに10秒加算）が科せられた。

ラップリーダー
※太字は最多ラップリーダー
- マックス・フェルスタッペン - 21周 (1-21)
- シャルル・ルクレール - 8周 (22-29)
- ランド・ノリス - 4周 (30-33)
- オスカー・ピアストリ - 17周 (34-50)

## 主な記録
（特記のない出典: ）

### ドライバー
- 通算5勝目: オスカー・ピアストリ - 57人目[26]
- 7年連続表彰台: シャルル・ルクレール[27]

### コンストラクター
- 100戦目の出走: アストンマーティン

## 第5戦終了時点のランキング
|       | 順位 | ドライバー                 | ポイント |
| ----- | ---- | -------------------------- | -------- |
| 1     | 1    | オスカー・ピアストリ       | 99       |
| 1     | 2    | ランド・ノリス             | 89       |
|       | 3    | マックス・フェルスタッペン | 87       |
|       | 4    | ジョージ・ラッセル         | 73       |
|       | 5    | シャルル・ルクレール       | 47       |
| 出典: |      |                            |          |

|       | 順位 | コンストラクター        | ポイント |
| ----- | ---- | ----------------------- | -------- |
|       | 1    | マクラーレン-メルセデス | 188      |
|       | 2    | メルセデス              | 111      |
|       | 3    | レッドブル-ホンダ・RBPT | 89       |
|       | 4    | フェラーリ              | 79       |
| 1     | 5    | ウィリアムズ-メルセデス | 25       |
| 出典: |      |                         |          |

- 注：いずれもトップ5まで掲載。